# Răsuceni
Rasuceni là một xã thuộc hạt Giurgiu, România. Dân số thời điểm năm 2002 là 3138 người.